# Sopot Challenger
Il Sopot Challenger è stato un torneo professionistico di tennis giocato su campi in terra. Faceva parte dell'ATP Challenger Series. Si giocava annualmente a Sopot in Polonia.

## Albo d'oro

### Singolare
| Anno | Campione               | Finalista         | Punteggio     |
| ---- | ---------------------- | ----------------- | ------------- |
| 1998 | Michal Chmela          | Thomas Larsen     | 6–2, 7–6      |
| 1999 | Roberto Carretero-Diaz | Thierry Guardiola | 6–4, 7–5      |
| 2000 | Hugo Armando           | Jan Weinzieri     | 6–4, 6–0      |
| 2001 | David Ferrer           | Łukasz Kubot      | 7–5, 3–6, 6–2 |

### Doppio
| Anno | Campioni                                  | Finalisti                      | Punteggio        |
| ---- | ----------------------------------------- | ------------------------------ | ---------------- |
| 1998 | James Greenhalgh Nenad Zimonjić           | Alexander Shvets Milen Velev   | 6–1, 6–3         |
| 1999 | Bartlomiej Dabrowski (1) Michal Gawlowski | Daniel Fiala Jiri Hobler       | 6–4, 3–6, 6–3    |
| 2000 | Sergio Roitman Andrés Schneiter           | Óscar Hernández Germán Puentes | 6–4, 6–2         |
| 2001 | Bartlomiej Dabrowski (2) Marcin Matkowski | Óscar Hernández Dmitri Vlasov  | 6(2)–7, 6–4, 6–3 |